# Passiflora chrysophylla
Passiflora chrysophylla är en passionsblomsväxtart som beskrevs av Chod.. Passiflora chrysophylla ingår i släktet passionsblommor, och familjen passionsblomsväxter. Inga underarter finns listade i Catalogue of Life.